# Хёберг, Аксел
Аксел Хёберг (швед. Axel Sjöberg: ˈǎksɛl ˈɧø̂ːbærj; 8 марта 1991, Стокгольм, Швеция) — шведский футболист, защитник.

## Карьера
Хёберг — воспитанник клубов «Эленелудс» и «Юргорден». В 2010 году он начал футбольную карьеру в клубе Второго дивизиона Швеции «Соллентуна».
В 2011 году Хёберг переехал в США, где поступил в Университет Маркетта и начал выступления в футбольной команде учебного заведения. В 2012—2013 годах он также выступал за клуб Премьер-лиги развития «Тандер-Бей Чилл».
15 января 2015 года на Супердрафте MLS Хёберг был выбран под 14-м номером клубом «Колорадо Рэпидз». В главной лиге США он дебютировал 7 марта в матче стартового тура сезона 2015 против «Филадельфии Юнион». 22 мая 2016 года в поединке против «Сиэтл Саундерс» он забил свой первый гол за «Колорадо Рэпидз». По итогам сезона 2016 Хёберг был включён в символическую сборную MLS. 27 ноября 2019 года «Колорадо Рэпидз» поместил Хёберга в список отказов.
4 декабря 2019 года Хёберг был подписан клубом «Коламбус Крю». 6 марта 2020 года он был отдан в аренду клубу Чемпионшипа ЮСЛ «Сан-Антонио» на сезон 2020. За техасский клуб он дебютировал на следующий день в матче стартового тура сезона против «Реал Монаркс».
14 августа 2020 года «Коламбус Крю» обменял Хёберга на Эммануэля Боатенга в «Ди Си Юнайтед». За вашингтонский клуб он дебютировал 29 августа в матче против «Филадельфии Юнион». По окончании сезона 2020 «Ди Си Юнайтед» не продлил контракт с Хёбергом.
21 января 2021 года Хёберг вернулся в «Сан-Антонио», подписав контракт на сезон 2021. 28 июля в матче против «Эль-Пасо Локомотив» он забил свой первый гол за «Сан-Антонио».
24 апреля 2022 года Аксел Хёберг объявил о завершении футбольной карьеры.

## Достижения
Индивидуальные
- Символическая сборная MLS: 2016